# أمديست

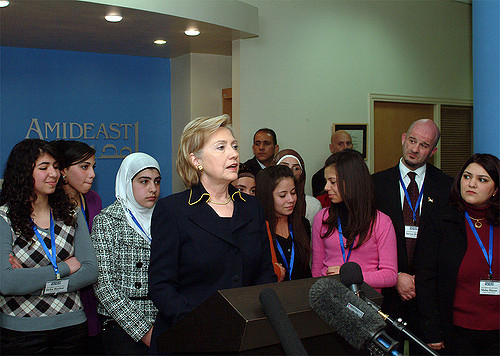

أميديست (بالإنجليزية: AMIDEAST)‏ اختصاراً ل(America-Mideast Educational and Training Services) أي (الخدمات التعليمية والتدريبية الأمريكية-الشرق أوسطية) هي منظمة غير ربحية تهدف إلي تحسين فرص التعليم والتدريب في أقليم الشرق الأوسط وشمال أفريقيا، تأسست سنة 1951 تعمل علي تقوية العلاقات بين الشعب الأميركي وشعوب الشرق الأوسط وشمال أفريقيا، يقع مقرها في واشنطن دي سي، الرئيس التنفيذي ثيودور كاتوف سفير أميركي سابق، في 2016 كانت أميديست تقدم برامج تدريب لغة أنجليزي ومهنية إلي 58 ألف طالب وموظف، وقدمت محاضرات إلي 87 ألف شخص عن الدراسة في أميركا، أدارت 200 ألف أختبار، وقدمت منح إلي 1,700 مستفيد. اعتبارا من 2018 تقدم أميديست خدماتها إلي نصف مليون شخص سنويا.

## فروع أميديست
حاليا تغطي فروع أميديست 11 بلداً في الشرق الأوسط وشمال إفريقيا: مصر والأردن والعراق والسعودية ولبنان وفلسطين والكويت والمغرب وتونس واليمن والإمارات العربية المتحدة.

## تاريخ أميديست
بنهاية الحرب العالمية الثانية زاد اهتمام الولايات المتحدة بالشرق الأوسط وشمال أفريقيا، في عام 1951 أجتمع 24 شخص من معلمين وعلماء دين وكتاب لمناقشة هذه المشكلة، وتأسست أميديست لزيادة التفاهم بين الطرفين، وفي عام 1952 شاركت أميديست في برامج التبادل التعليمي مثل (NAFSA (National Association for Foreign Student Affairs (الاتحاد القومي لشئون الطلاب الأجانب)، في 1953 أسست أميديست مركزين للأستشارات التعليمية في طهران وبغداد، في 1954 أستضافت أميديست المؤتمر الإسلامي المسيحي، وهو مؤتمر عالمي للحوار بين علماء الدين من الجانبين، وأسست مكتبة ضخمة أحترقت في 1971، بنهاية العقد الأول كانت أميديست أسست 9 مكاتب مما وسع من نشاطها حتي باكستان، في 1956 بدأت أميديست برنامج توجيه مهني لمساعدة الخريجين العائدين في دخول سوق العمل، بين 1960-1961 زار 10,000 طالب مقرات أميديست، 2,000 منهم تابعوا دراستهم في جامعات أميركية.

## برامج أميديست

### برامج اللغة الإنجليزية
تساعد أميديست على تعليم اللغة الإنجليزية وتدخل في شراكات مع شركات تجارية ووكالات عامة لتدريب العاملين في اللغة الإنجليزية، وتدعيم الشباب وغيرهم ممن يسعون إلى الانتقال إلى سوق العمل بالمهارات اللازمة. تشمل برامج أميديست في هذا المجال على:
1. برنامج اللغة الإنجليزية متعددة الأغراض.
2. برنامج الإنجليزية لتأهيل القوى العاملة.
3. برنامج الإنجليزية للمعلمين.
4. برنامج المنح في اللغة الإنجليزية (أكسس)
5. منح شهادة (مدير مشاريع محترف PMP)[6]

### التبادل الأكاديمي والثقافي
لأكثر من 50 عاماً قامت أميديست بدعم آلاف الأفراد من الشرق الأوسط وشمال أفريقيا من خلال برامج منح دراسية وتبادل للدراسة.
1. تشارك أميديست في أدارة منحة فولبرايت في الشرق الأوسط وشمال أفريقيا.[7]
2. منحة أنسي ساويرس.
3. برنامج معلمي اللغات الحرجة (TCLP) [2]

### تشجيع الدراسة في الولايات المتحدة
على مدى أكثر من عقد من الزمن كانت أميديست شريكة في شبكة إيديوكيشن يوإس إيه Education USA المكونة من ما يقرب من 450 مركزاً استشارياً في جميع أنحاء العالم تابعاً لمكتب الشؤون التعليمية والثقافية في وزارة الخارجية الأميركية.

### الاختبارات
توفر أميديست إمكانية تقديم اختبارات اللغة الإنجليزية والتحضير لها من خلال مراكزها. وتضم دورات التحضير لاختبار التوفل TOEFL، واختبار الكفاءة سات SAT، واختبار القبول في الدراسات العليا في الإدارة جيمات GMAT، واختبار التسجيل في الدراسات العليا جي آر إي GRE، واختبار اللغة الإنجليزية تويك TOEIC.